# Hyponephele mauritanica
Hyponephele mauritanica är en fjärilsart som beskrevs av Charles Oberthür 1881. Hyponephele mauritanica ingår i släktet Hyponephele och familjen praktfjärilar. Inga underarter finns listade i Catalogue of Life.